# Antonios Nikopolidis
Antonios Nikopolidis (grekiska: Αντώνιος Νικοπολίδης), född 14 januari 1971 i Arta, är en grekisk före detta fotbollsspelare (målvakt).

## Klubbkarriär
Nikopolidis första klubb var Anagennisi Arta, som han lämnade 1989 för att gå till Panathinaikos FC. Det tog sex år att få en plats i laget. Han stod på tur efter den polske målvakten Jósef Wandzik. Säsongen 1990/1991 gjorde han sin debut i Panathinakos mot sin blivande klubb Olympiakos som Jósef Wandziks ersättare. Han spelade bra i matchen ända tills han fick lämna planen på grund av en huvudskada orsakat av en tegelsten. Han tog nummer 71 som är hans födelseår. Mellan 1994 och 1995 blev han utsedd till en av de bästa målvakterna i ligan.

## Landslaget
18 augusti 1999 gjorde han debut i det grekiska landslaget mot El Salvador. Två år efter sin debut blev han förstemålvakt för Greklands landslag. Nikopolidis vann EM med Grekland år 2004 och var en av de tongivande spelarna då han höll nollan i både kvartsfinalen, semifinalen och finalen. Han blev även uttagen i EM:s All Star-lag.